# Jaskinia Mroźna
Die Höhle Jaskinia Mroźna (deutsch: Frosthöhle) ist eine Schau- und Tropfsteinhöhle im Tal Dolina Kościeliska am Berg Organy im Massiv der Westtatra (Tatra-Nationalpark) in Polen. 
Der Name lässt sich als Frosthöhle übersetzen. Er wurde ihr 1934 von ihrem Entdecker Stefan Zwoliński gegeben.
Die Höhle liegt bei Kościelisko, ist ca. 773 Meter lang und hat zwei Eingänge auf einer Höhe von ca. 1100 m n.p.m. und 1112 m n.p.m. sowie mehrere Fenster.